# Поливанівка
Полива́нівка — село в Україні, у Магдалинівській селищній громаді Самарівського району Дніпропетровської області. Населення за переписом 2001 року становить 1 338 осіб.

## Географія
Село Поливанівка знаходиться у степовій зоні Придніпровської низовини на півночі Дніпропетровської області на березі річки Кільчень (в основному на правому березі). Вище за течією на відстані 2,5 км розташоване село Почино-Софіївка, нижче за течією на відстані 1,5 км розташовані села Новоіванівка та Іванівка (Дніпровський район). Поруч проходить автомобільна дорога О040410.
Поливанівка розташована  на відстані 40 кілометрів від обласного центру. 

## Історія
- На території села Поливанівка виявлені поховання епохи міді-бронзи (III-I тисячоліття до н. е.) та кочівників XI-XII ст.
- Поливанівка заснована у другій половині 18 століття.

Поливанівка заснована в 1860р., як власницьке село поміщиці Ганни Шевич. Мало назви у різні часи: Поліксено-Георгієва, Поліксено-Григорівка, Олександрівка - за іменами власників. Коли власником села став губернський чиновник М. І. Поливанов, село переіменували на Поливанівку. Першими поселенцями були кріпаки, котрі жили в бідних хижах та землянках, а на протилежному березі р. Кільчень, теперішня Іванівка, були житла панських наглядачів та осавулів.
За місцевою легендою говорять, що пан Поливанов програв свій маєток панові Махнові, але назва села залишилась за старим власником. Деякі джерела свідчать, що с. Поливанівка було економією Махна. Відміна кріпосного права 1861 р. сприяла розширенню села. Згодом Столипінська аграрна реформа посилила розшарування на селі, та появу заможніших селянських господарств.
- В часи радянської влади тут була розміщена центральна садиба колгоспу «Комуніст».

## Сьогодення
У селі є школа, дитячий садок, ФАП, будинок культури, бібліотека, Свято-Миколаївський храм. Працюють декілька дрібних сільськогосподарських підприємств.  

### Державне підприємство «Поливанівка»
З 1981 року є дослідним господарством Інституту тваринництва центральних районів Української академії аграрних наук. Провідні галузі – рослинництво і тваринництво.
Територіально господарство знаходиться у Новомосковському районі Дніпропетровської області, де розташоване у с. Кільчень (І відділення) і с. Дубравка (ІІ відділення).
Загальна площа земельних угідь господарства становить 3592 га, у тому числі 3338 га сільськогосподарських угідь, що є достатнім для забезпечення галузі тваринництва повноцінними кормами, тому годівля худоби базується на власному кормовиробництві.
Тваринництво представлене племзаводами м’ясної худоби – української м’ясної і сірої української порід, племрепродуктором худоби світлої аквітанської породи та племрепродуктором по розведенню свиней великої білої породи.

## Населення

### Мова
Розподіл населення за рідною мовою за даними перепису 2001 року:
| Мова            | Кількість | Відсоток |
| --------------- | --------- | -------- |
| українська      | 1268      | 94.77%   |
| російська       | 59        | 4.41%    |
| білоруська      | 4         | 0.30%    |
| вірменська      | 3         | 0.22%    |
| румунська       | 2         | 0.15%    |
| інші/не вказали | 2         | 0.15%    |
| Усього          | 1338      | 100%     |

## Галерея

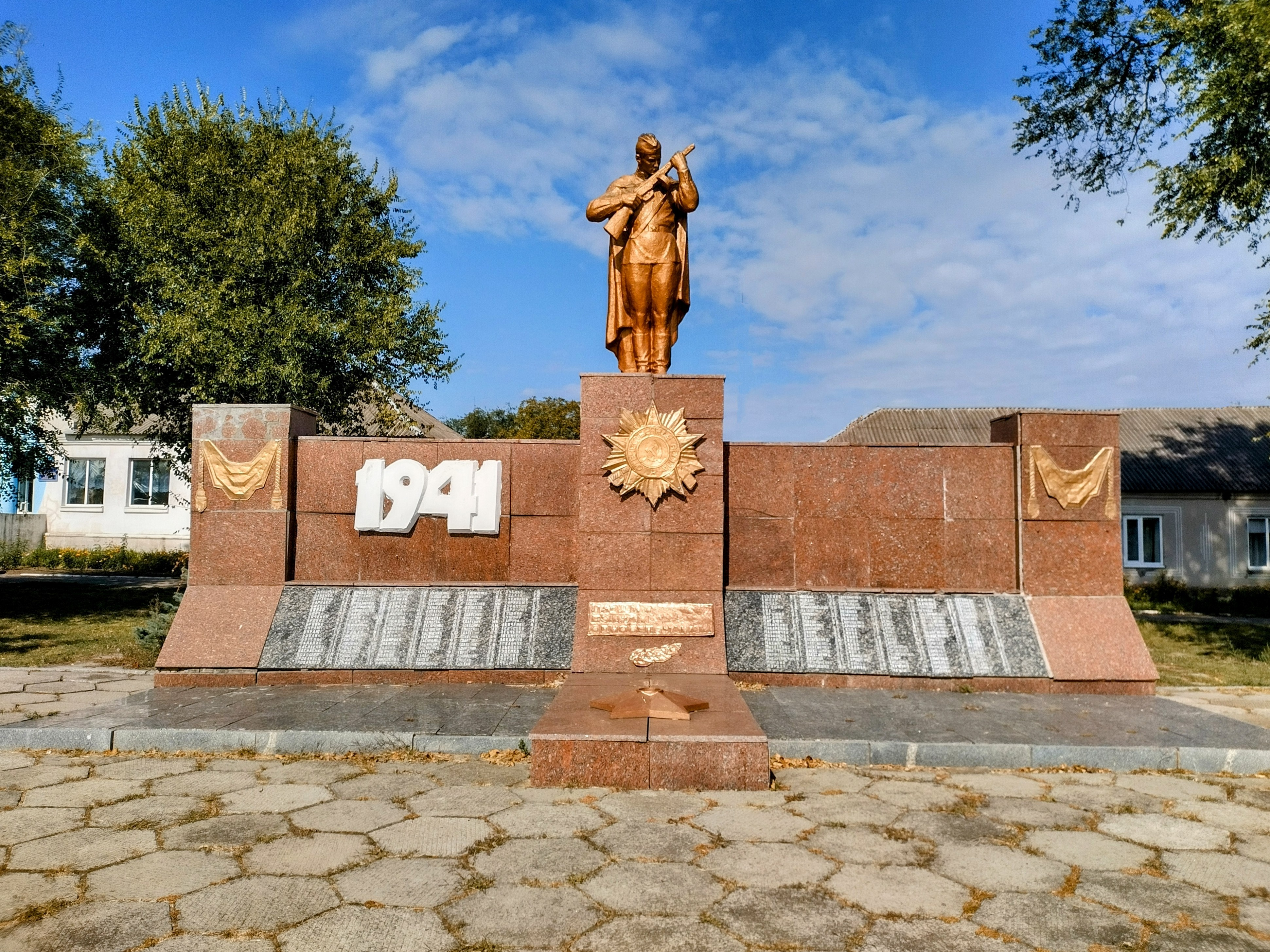
Військовий меморіал